# Кит (созвездие)
Кит (лат. Cetus, Cet) — экваториальное созвездие, находящееся в «водном» регионе неба, недалеко от созвездий Водолея, Эридана и Рыб. Полностью наблюдается в центральных и южных районах России. Лучшие месяцы для наблюдения — октябрь и ноябрь.

## История

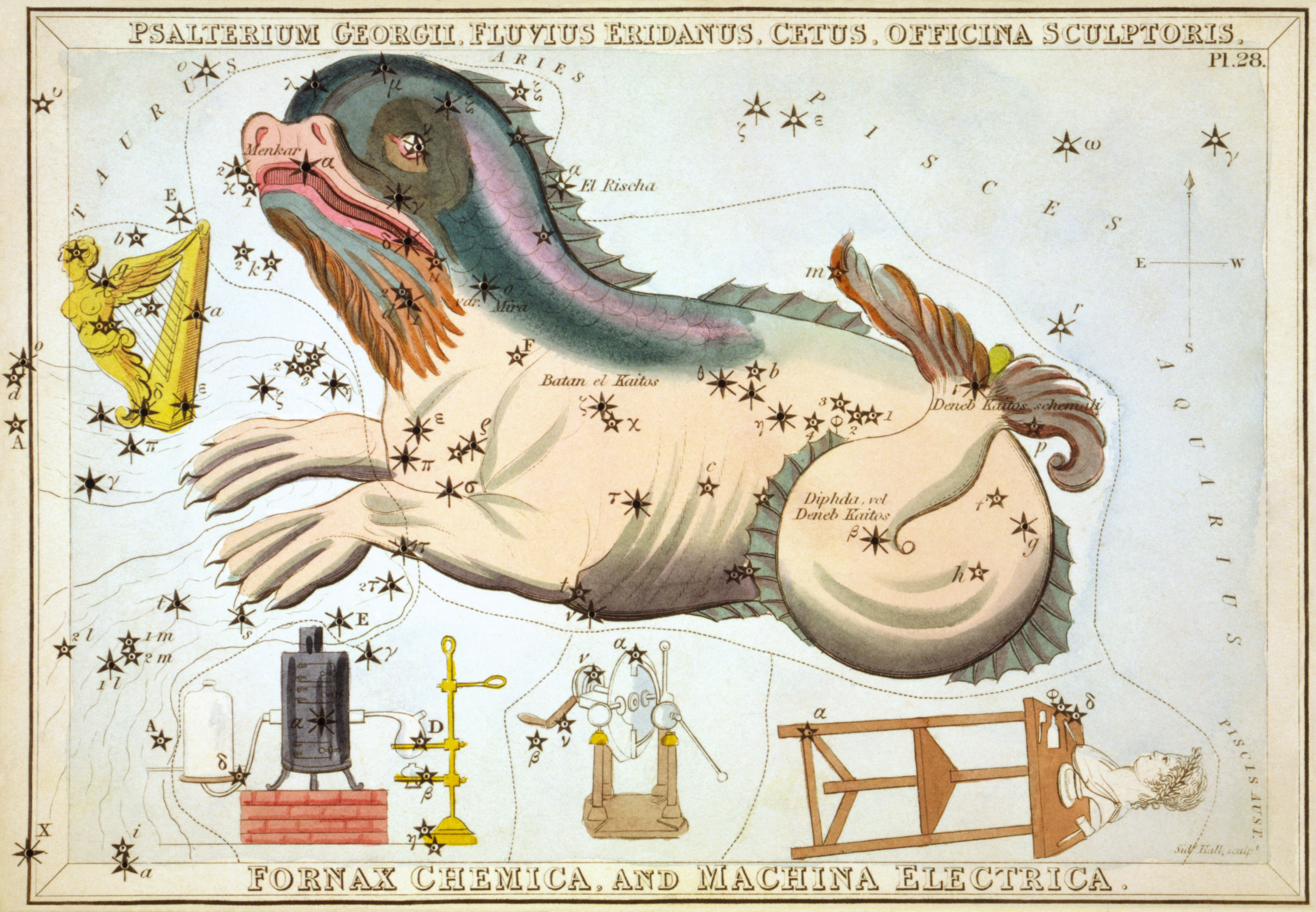
Кит в Зеркале Урании 1825 года

Кит — древнее созвездие, которое под разными названиями выделялось в древней Греции. Включено в каталог звёздного неба Клавдия Птолемея «Альмагест». В древнегреческой мифологии считается, что Кит — чудовище, посланное Посейдоном разрушить царство Цефея и съесть прикованную к скале Андромеду, но убитое Персеем.

## Характеристики
Созвездие Кит имеет общие границы с созвездиями Овна на севере, Тельца и Эридана на западе, Печи и Скульптора на юге, Водолея на западе и Рыб на северо-западе.
В созвездии 170 звёзд, видимых невооружённым глазом. По площади Кит занимает 1231 квадратный градус (или 2,99% небесной сферы), что делает его четвёртым из созвездий по площади: он уступает Гидре, Деве и Большой Медведице.
Кит является экваториальным созвездием, и частично видим из любой точки земного шара; полная видимость между широтами +65° и −80°. Лучше всего Кит наблюдается в октябре–ноябре.
Зодиакальным созвездием Кит не является, однако эклиптика проходит менее чем в 0,25° от одного из его углов. Это значит, что Луна, планеты Солнечной системы и астероиды могут находиться в созвездии Кита и покрывать некоторые его звёзды. Так как угловой радиус Солнца составляет 0,27°, часть солнечного диска находится в созвездии Кита примерно 28-29 марта.

## Примечательные объекты

### Звёзды
Самые яркие звёзды — α Кита (Менкар) и β Кита (Дифда, или Денеб Кайтос). Они имеют блеск, соответственно, 2,54m и 2,04m, и являются гигантами: Менкар — красным, а Дифда — оранжевым.
Одна из самых интересных звёзд — ο Кита. Это переменная звезда, известная под названием Мира («изумительная»), давшее имя классу переменных звёзд «мириды». Период изменения её блеска — 331,65 дня, за это время она меняет свой видимый блеск от 2,0m, становясь самой яркой в созвездии, до 10,1m, оказываясь невидимой даже в бинокль, и обратно.
Другая известная звезда — Тау Кита, 17-я по расстоянию до Земли, похожая по характеристикам на Солнце и потому упомянутая в некоторых фантастических произведениях. В том же районе в бинокль или телескоп видна на три световых года более близкая UV Кита, главный представитель вспыхивающих звёзд, которая может увеличивать блеск на 6m за секунды.
AA Кита — четверная система. Прямыми наблюдениями в телескоп можно зарегистрировать два компонента, разделённых 8,6 секундами дуги. Каждый из этих двух компонентов, в свою очередь, является двойным: более яркий компонент является затменно-двойной системой, а более тусклый — спектрально-двойной.
В системе звезды HD 11964 известно две экзопланеты.

### Объекты глубокого космоса
Из внегалактических объектов выделяется спиральная галактика M77. Это самая яркая из галактик в созвездии, она имеет 9-ю звёздную величину и находится рядом с Дельтой Кита; её ядро хорошо различимо и имеет 10-ю величину. M77 является сейфертовской галактикой и ярко светится в радиодиапазоне.
В центре галактики Хольмберг 15A, находящейся в кластере Abell 85 в 700 миллионах световых лет от Солнца, известна сверхмассивная чёрная дыра. Она имеет массу примерно в 40±8 миллиардов M⊙.